# Монумент Славы (Самара)

Монумент Славы в честь работников авиапромышленности в Самаре находится на площади Славы в Ленинском районе города. Является одним из символов Самары.

## История
Монумент Славы возводился в Куйбышеве (так тогда называлась Самара) в период 1968—1971 годов и был открыт 5 ноября 1971 года к 54 годовщине Октября. Возведён в честь огромных заслуг рабочих авиапромышленности Куйбышева, внёсших большой вклад в победу в Великой Отечественной войне. Авторами проекта выступили скульптор Павел Иванович Бондаренко (руководитель коллектива), московский архитектор Андрей Борисович Самсонов и скульптор Олег Сергеевич Кирюхин. Средства на возведение памятника были собраны по всему городу — каждый работник куйбышевских заводов и фабрик пожертвовал по 1 рублю. Куйбышевский горисполком определил местом возведения монумента бровку у склона Ярмарочного спуска.
Величественный монумент, выполненный из высоколегированной стали, представляет собой 13-метровую фигуру рабочего, стоящую на 40-метровом постаменте лицом к Волге. Рабочий на поднятых вверх руках держит большие наклонённые плоскости, символизирующие крылья выпущенных в Куйбышеве военных самолётов. Фигура рабочего символизирует труженика, а постамент — возносящийся в небо яркий луч. Рядом с монументом установлен мемориальный комплекс «Скорбящая мать» по проекту тех же авторов, которые создали монумент, и Вечный огонь. От набережной Волги и Волжского проспекта к монументу вели лестницы.
Наряду с официальным памятник получил также народные названия, например, «Паниковский с гусём» в честь персонажа произведения «Золотой телёнок», и «Крылышки». Иногда монумент принимают за памятник Гагарину.

## Галерея

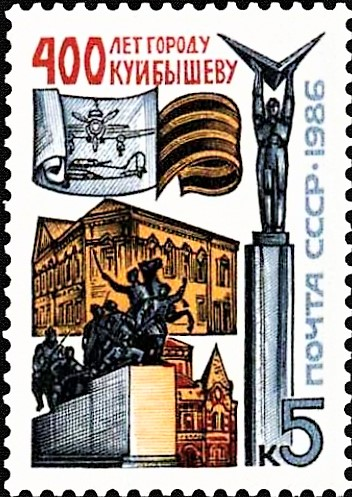
Почтовая марка СССР № 5731. 1986. 400-летие города Куйбышева. Монумент Славы.
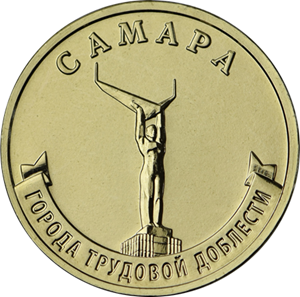
Монета Банка России, 2024 — Города трудовой доблести. Самара. Монумент Славы.